# Seconda guerra di Bone
La seconda guerra di Bone fu una spedizione punitiva condotta dai Paesi Bassi contro alcuni capi ribelli del regno di Bone, in Indonesia. Venne combattuta dal 20 febbraio 1859 al 20 gennaio 1860.

## Antefatto
Il 16 febbraio 1858, il re di Bone, Ahmad Saleh, morì e venne succeduto da sua moglie, Basse Arung Kajuara. La regina ordinò poco dopo che le navi della marina militare del suo regno ammainassero la bandiera olandese come atto deliberatamente provocatorio. Gli olandesi quindi pensarono di organizzare una spedizione punitiva posta sotto il comando del generale C. P. C. Steinmetz. Il comando delle truppe dell'esercito di Bone venne affidato ad Ahmad Singkarru Rukka Aru Palakka, fratellastro dell'ultimo re. Gli olandesi inviarono una flotta da Giava a Makassar per imbarcare truppe, con l'intento poi di sbarcarle a Bajoe.

## La guerra
Il 19 febbraio 1859, un piccolo squadrone giunse nei pressi del fiume Cenrana, al confine settentrionale di Bone, e razziò alcuni villaggi sulla riva. Nel contempo, contro pesante resistenza, le truppe olandesi marciarono nell'entroterra ed assediarono la capitale, Watampone. La regina fuggì. A seguito dello scoppio di un'epidemia di colera, gli olandesi si ritirarono nell'aprile di quello stesso anno, lasciando solo una piccola guarnigione sul posto.
Successivamente, Ahmad Singkarru Rukka venne accusato di tradimento per non aver provvisto una difesa sufficientemente robusta, ma riuscì a fuggire a Barru. Qui aveva sottoscritto un accordo con gli olandesi per organizzare un esercito composto da bugini e sinjai col quale attaccare Bone. In cambio egli avrebbe ricevuto i feudi di Kajang e Sinjai dagli olandesi dopo la vittoria. Dal momento però che la guarnigione era stata decimata dalle malattie, gli olandesi decisero di inviare una seconda spedizione al comando del generale Jan van Swieten il 28 novembre 1859. Questi corpo d'armata prese in breve tempo una serie di forti costieri e marciò su Watampone, forte di un contingente nativo di 1500 guerrieri provvisti da Rukka. Ancora una volta la regina fuggì a Soppeng, ma questa volta i rappresentanti del governo rimasti a Bone si arresero, il 20 gennaio 1860. La guerra portò 500 morti su ambo i fronti.

## Conseguenze
Gli olandesi installarono Ahmad Singkarru Rukka come nuovo sovrano per dimostrargli la loro benevolenza, ed egli prese il nome di Ahmad Idris. Il 13 febbraio successivo il nuovo re siglò un trattato che riduceva Bone allo stato di stato feudatario dei Paesi Bassi e così pure fece coi feudi di Sinjai, Kajang e Bulukumba, già appartenenti alla corona locale.
Un buginese di nome Daeng ri Aja proveniente dal villaggio di Pampanua, scrisse un poema sulla guerra dal titolo Toloqna Musuq Bone ("Poema sulla guerra di Bone"), poco dopo gli eventi descritti. Questo venne pubblicato a Makassar nel 1862 da Benjamin Frederik Matthes della Società Biblica Olandese, che lo descrisse come un "poema eroico della spedizione a Bone del 1859", dal momento che esso si concentrava perlopiù sugli eventi della seconda parte della spedizione.